# Staufenstraße 17 (Mönchengladbach)

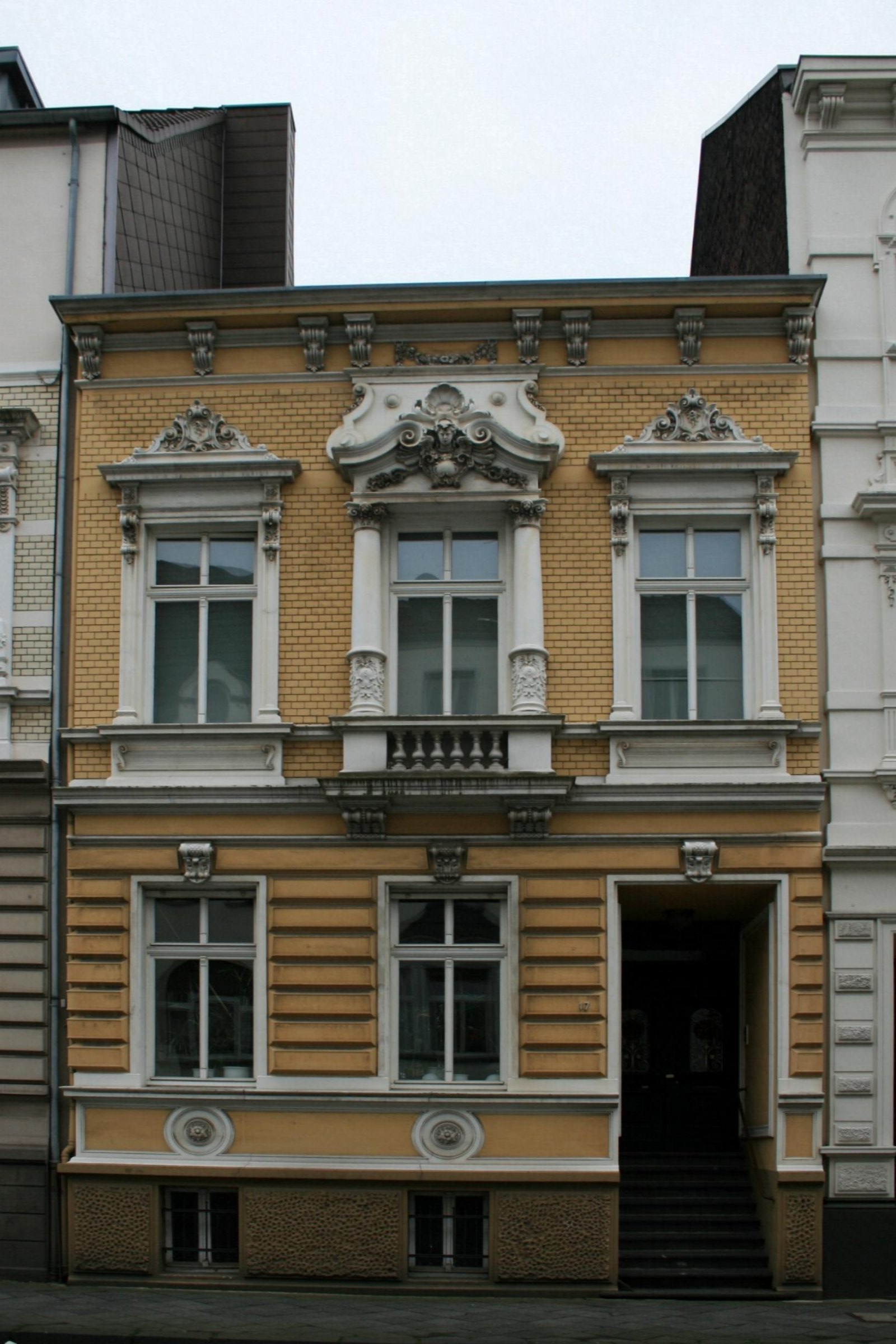
Wohnhaus (2010)

Das Wohnhaus Staufenstraße 17 steht in Mönchengladbach (Nordrhein-Westfalen).
Das Gebäude wurde 1897 erbaut und unter Nr. St 005 am 24. September 1985 in die Denkmalliste der Stadt Mönchengladbach eingetragen.

## Lage
Die Staufenstraße liegt im Bereich der Oberstadt und verbindet die Viersener Straße mit der Barbarossastraße. 

## Architektur
Das Haus Nr. 17 ist ein zweigeschossiges Traufenhaus aus Backstein von drei Achsen mit einem flachgeneigten Satteldach. Das Gebäude wurde 1897 erbaut. Das Objekt ist als Bestandteil eines geschlossen erhaltenen Ensembles gleichartiger Wohnungen an der Südseite der Staufenstraße.